# Villesse
Villesse est une commune de la province de Gorizia dans la région Frioul-Vénétie Julienne en Italie.

## Administration
| Période                                  | Période  | Identité         | Étiquette | Qualité |
| ---------------------------------------- | -------- | ---------------- | --------- | ------- |
| 11 avril 2006                            | En cours | Simonetta Vecchi |           |         |
| Les données manquantes sont à compléter. |          |                  |           |         |

### Communes limitrophes
Campolongo Tapogliano, Fogliano Redipuglia, Gradisca d'Isonzo, Romans d'Isonzo, Ruda, San Pier d'Isonzo